# Cupa României 1960-1961
Ediția 1960-1961 a fost a 23-a ediție a Cupei României la fotbal. A fost prima ediție câștigată de Arieșul Turda în finala unui meci cu Rapid București. Câștigătoarea ediției anterioare, Progresul București, a fost eliminată în sferturile de finală.

## Desfășurare
Toate meciurile, exceptând finala (care a avut loc în București) s-au jucat pe teren neutru. În șaisprezecimi au participat 32 de echipe, din care făceau parte și cele din Divizia A. Dacă după 90 de minute scorul era egal se jucau două reprize de prelungiri a câte 15 minute. Dacă după prelungiri scorul era tot egal, meciul se rejuca.

## Șaisprezecimi
| Data            | Oraș      | Echipă gazdă        |   | Echipă oaspete        | Rezultat         |
| --------------- | --------- | ------------------- | - | --------------------- | ---------------- |
| 18 aprilie 1961 | Bacău     | Poli Iași           | – | Rulmentul Bârlad      | 8:2 (2:0)        |
|                 | Cluj      | UTA Arad            | – | CA Oradea             | 4:1 (3:0)        |
| 19 aprilie 1961 | Arad      | CSM Reșița          | – | Minerul Lupeni        | 2:1 (0:0)        |
|                 | Constanța | CS Portul Constanța | – | Farul                 | 2:1 (0:0)        |
|                 | Pașcani   | Penicilina Iași     | – | CSM Roman             | r 1:1 (0:0, 1:1) |
|                 | Pitești   | Steaua București    | – | Electroputere Craiova | 4:2 (2:1)        |
|                 | Ploiești  | Petrolul Ploiești   | – | Prahova Ploiești      | 3:1 (2:1)        |
|                 | Ploiești  | Voința București    | – | Rapid Mizil           | 3:1 (2:0)        |
|                 | Roșiori   | Progresul București | – | Dunărea Giurgiu       | 4:0 (1:0)        |
|                 | Timișoara | CFR Timișoara       | – | Poli Timișoara        | 0:3 (0:1)        |
|                 | Turda     | Câmpia Turzii       | – | Știința Cluj          | 3:1 (3:1)        |
| 20 aprilie 1961 | București | Rapid               | – | Metalul București     | 3:1 (1:0)        |
| 24 mai 1961     | Mediaș    | Steagul Roșu Brașov | – | Mureșul Târgu Mureș   | 6:1 (3:1)        |
|                 | Pașcani   | Penicilina Iași     | – | CSM Roman             | r 1:0 (0:0, 0:0) |
|                 | Sibiu     | Corvinul            | – | Arieșul Turda         | r 1:1 (1:0, 1:1) |
| 31 mai 1961     | Sibiu     | Arieșul Turda       | – | Corvinul              | 2:0 (0:0)        |
| 25 iunie 1961   | Câmpina   | CSM Sibiu           | – | Dinamo                | 1:0 (0:0)        |
|                 | Bistrița  | Dinamo Bacău        | – | Unio Satu Mare        | 3:0 1            |

1Unio Satu Mare nu s-a prezentat.

## Optimi
| Data           | Oraș      | Echipă gazdă        |   | Echipă oaspete      | Rezultat  |
| -------------- | --------- | ------------------- | - | ------------------- | --------- |
| 21 iunie 1961  | Craiova   | Steaua București    | – | CSM Reșița          | 5:2 (1:1) |
| 25 iunie 1961  | București | UTA Arad            | – | Poli Iași           | 3:1 (1:0) |
| 28 iunie 1961  | Buzău     | Voința București    | – | CS Portul Constanța | 1:0 (0:0) |
|                | Hunedoara | Steagul Roșu Brașov | – | Câmpia Turzii       | 3:2 (1:1) |
|                | Ploiești  | Arieșul Turda       | – | Penicilina Iași     | 7:1 (1:0) |
| 13 august 1961 | Deva      | Poli Timișoara      | – | CSM Sibiu           | 5:2 (1:1) |
|                | Galați    | Progresul București | – | Dinamo Bacău        | 5:1 (2:1) |
| 30 august 1961 | Craiova   | Rapid               | – | Petrolul Ploiești   | 3:1 (2:1) |

## Sferturi
| Data              | Oraș      | Echipă gazdă     |   | Echipă oaspete      | Rezultat         |
| ----------------- | --------- | ---------------- | - | ------------------- | ---------------- |
| 12 octombrie 1961 | Craiova   | UTA Arad         | – | Voința București    | 3:2 (1:0)        |
|                   | Oradea    | Arieșul Turda    | – | Poli Timișoara      | r 2:1 (0:0, 0:0) |
| 18 octombrie 1961 | București | Steaua București | – | Progresul București | 3:0 (0:0)        |
|                   | Ploiești  | Rapid            | – | Steagul Roșu Brașov | 5:1 (3:1)        |

## Semifinale
| Data              | Oraș      | Echipă gazdă  |   | Echipă oaspete   | Rezultat  |
| ----------------- | --------- | ------------- | - | ---------------- | --------- |
| 22 octombrie 1961 | București | Rapid         | – | Steaua București | 2:0 (1:0) |
|                   | Oradea    | Arieșul Turda | – | UTA Arad         | 3:0 (1:0) |

## Finala
| 12 noiembrie 1961 | Arieșul Turda           | 2 – 1 | Rapid         | Stadionul Republicii, București Arbitru: Nicolae Mihăilescu (București) |
| 12 noiembrie 1961 | 50' (pen.), 51' Băluțiu |       | Georgescu 24' | Stadionul Republicii, București Arbitru: Nicolae Mihăilescu (București) |

| ARIEȘUL TURDA: |                   |
|                |                   |
| P              | Vasile Suciu      |
| F              | Eugen Pantea      |
| F              | Ioachim Zăhan     |
| M              | Alexandru Vădan   |
| M              | Eugen Luparu      |
| M              | Ion Onacă         |
| A              | Vasile Mărgineanu |
| A              | Vasile Pârvu      |
| A              | Dionisie Ursu     |
| A              | Gheorghe Băluțiu  |
| A              | Liviu Husar       |
| Antrenor:      |                   |
| Ștefan Wetzer  |                   |

| RAPID BUCUREȘTI: |                    |  |     |
|                  |                    |  |     |
| P                | Gheorghe Dungu     |  |     |
| F                | Ilie Greavu        |  |     |
| F                | Ion Motroc         |  |     |
| M                | Dumitru Macri 88'  |  |     |
| M                | Ion Langa          |  |     |
| M                | Constantin Koszka  |  |     |
| A                | Viorel Kraus       |  |     |
| A                | Andor Balint       |  |     |
| A                | Titus Ozon         |  |     |
| A                | Nicolae Georgescu  |  |     |
| A                | Marin Dulgheru 75' |  |     |
| Schimbări:       |                    |  |     |
| A                | Gheorghe Văcaru    |  | 75' |
| Antrenor:        |                    |  |     |
| Ion Mihăilescu   |                    |  |     |